# كلير بوليو
كلير بوليو هي رسامة كندية، ولدت في 1955 في أرفيدة ‏ في كندا.

## وصلات خارجية
- الموقع الرسمي